# DOHaD研究中心
DOHaD研究中心于2000年1月英国南安普顿大学建立，目的是为更好地开展DOHaD研究，后来世界其他国家也建立了一些类似的DOHaD研究机构。

DOHaD研究机构的建立是为了使多学科专家能够集中一起研究DOHaD，使DOHaD研究队伍进一步发展壮大。

## 研究人员
DOHaD中心目前由超过100位研究团体的科学家，包括27位教学人员（其中9个是早期的职业研究者），38位研究助理和67位研究生（13位是名义登记）。

在过去的6年，它已经培养了57名博士后科学家，其中23位获得了职业发展奖学金（21位是亚洲专讯资料研究中心，1位是DH，1位是德国研究委员会）。

## 研究资金
中心吸引了185个外部资助总计超过£20.5m，包括£3.3m项目资金。

另外，医学研究理事会流行病学资源中心已经收到了超过£15m核心资金。

国际合作已产生了£1.3m。中心对于竞争性基金有40%的成功率。它已培养了77名哲学博士和42名数学博士，其中26继续研究的职业生涯。

## 研究成果
在过去的6年，中心产生了将近1250篇经过同行评议的研究论文，500篇学术评论，44篇政策论文和8项专利。

## 研究方向
这个中心的研究旨在发现基因组和环境，子宫内和婴儿期之间如何相互作用，影响成年生命对普通疾病的易感性。

它由5个主要的研究组引导，包括由几个部门指导的研究。 

## 链接
DOHaD理论